# 买买提明·牙生
买买提明·牙生（維吾爾語：مەمتىمىن ياسىن‎，拉丁维文：Memtimin Yasin，1951年9月—），维吾尔族，新疆喀什人，中华人民共和国官员。

## 生平
1965年8月至1970年3月，在喀什地区卫生学校医士班学习。1970年3月参加工作，在莎车县十四公社卫生院任职，直到1973年5月升任喀什市阿瓦提公社卫生院院长。其间，1975年8月加入中国共产党。1979年9月，升任喀什市防疫站副站长。
1980年10月，升任喀什市卫生局局长。其间，1982年9月至1983年7月，在中共新疆维吾尔自治区党委党校中青班学习。1984年3月至1986年10月，担任中共喀什市委常委、卫生局局长。其间，1984年8月至1986年8月，在中共新疆维吾尔自治区党委党校党政管理专业学习。1986年10月至1992年6月，任喀什市副市长。1992年6月至1993年3月，任喀什地区行署专员助理。其间，1992年8月至1993年1月，在北京市昌平县挂职锻炼。
1993年3月至1995年9月，任中共阿克苏地委委员。其间，1994年9月至1995年1月，在中共中央党校新疆班学习。1995年9月至1996年10月，任阿克苏地区行署副专员。1996年10月至2000年7月，任中共阿克苏地委副书记、行署专员。
2000年7月至2008年1月，任新疆维吾尔自治区卫生厅党组副书记、厅长。其间，2002年3月至2003年1月，在中共中央党校中青班学习；2003年3月至2005年1月，在中共中央党校研究生院社会学专业学习，获中共中央党校研究生学历。2008年1月，当选为新疆维吾尔自治区人大常委会副主任。
是第十二届全国人大常委会委员、全国人大民族委员会副主任委员（2014年4月任命）